# Biblia lui Jefferson
Biblia Jefferson (engleză The Jefferson Bible, or The Life and Morals of Jesus of Nazareth) este o carte care reprezintă încercarea lui Thomas Jefferson de a extrage doctrina lui Iisus din Biblie, prin eliminarea unor secțiuni din Noul Testament care conțin aspecte care conțin fapte supranaturale precum și interpretări greșite despre care el credea că au fost adăugate de cei patru evangheliști.